# Oedopeza umbrosa
Oedopeza umbrosa là một loài bọ cánh cứng trong họ Cerambycidae.